# Climaco
Climaco  è un nome proprio di persona italiano maschile.

## Varianti in altre lingue
- Latino: Climacus[1][2]
- Spagnolo: Clímaco[2]

## Origine e diffusione

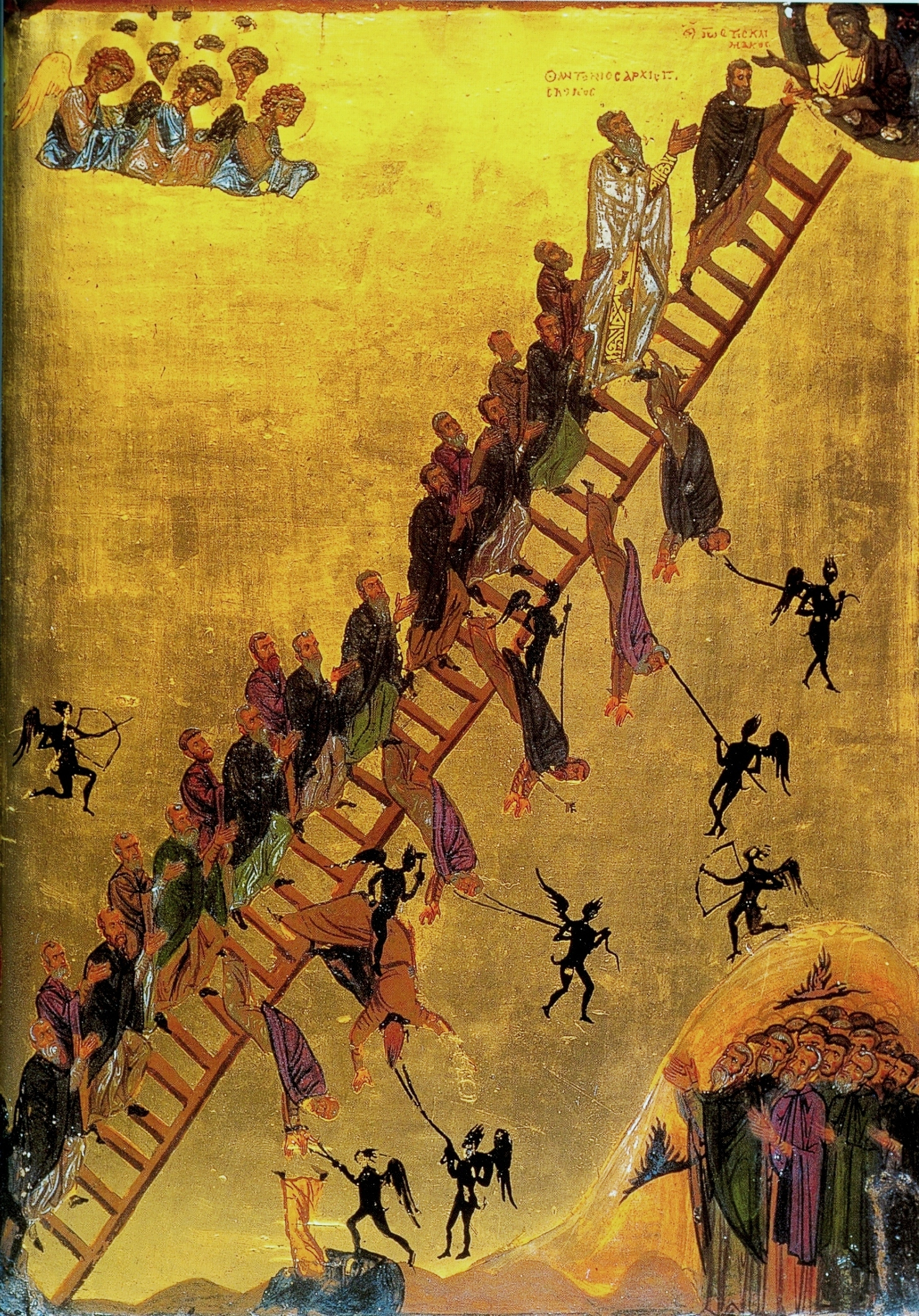
Icona raffigurante la scala verso il Paradiso

È un nome di origine devozionale, nato per il culto verso san Giovanni Climaco.
Etimologicamente, "Climaco" risale al latino Climacus e poi al greco antico Κλίμακος (Klìmakos), basato su κλιμαξ (klimax, "scala"), epiteto dato al santo perché scrisse un libro dal titolo Scala del Paradiso.

## Onomastico
L'onomastico si può festeggiare in memoria di san Giovanni Climaco, monaco sul Monte Sinai, commemorato il 30 marzo

## Persone
- Clímaco Rodríguez, calciatore uruguaiano